# Marie Lipsius

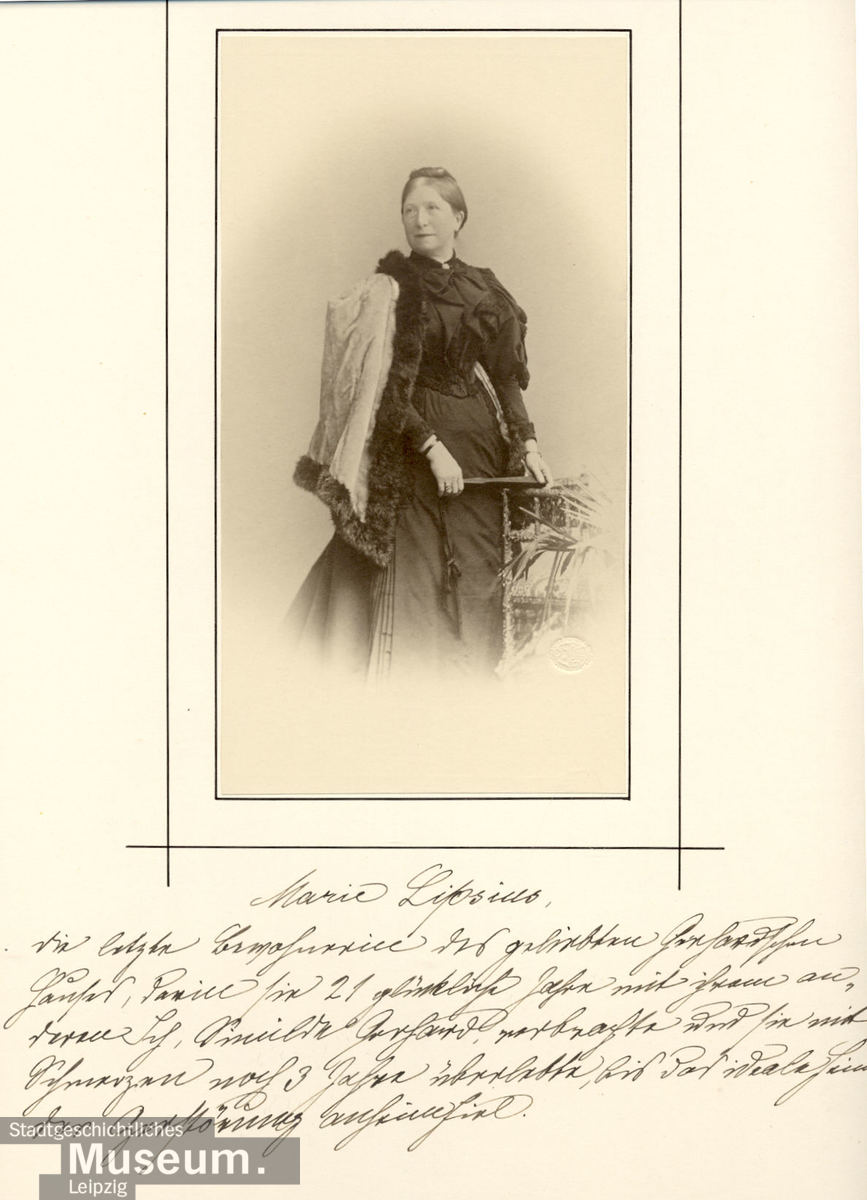
Marie Lipsius

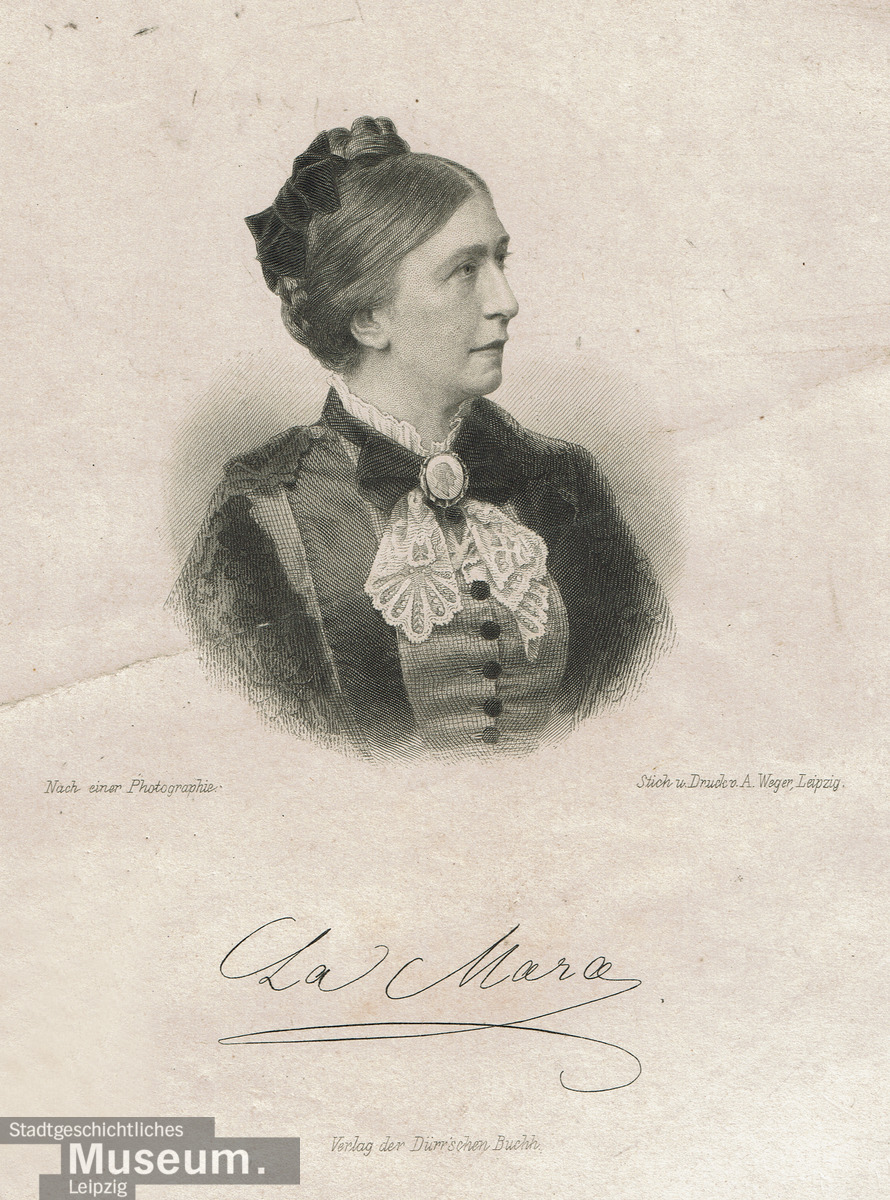
Marie Lipsius (Stahlstich) - SGML MT002101

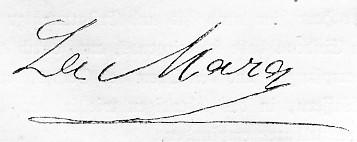
Signatur von Marie Lipsius alias La Mara

Ida Marie Lipsius, alias La Mara (* 30. Dezember 1837 in Leipzig; † 2. März 1927 in Schmölen) war eine deutsche Schriftstellerin und Musikhistorikerin.

## Leben
Die Tochter des Theologen und Rektors der Thomasschule Karl Heinrich Adelbert Lipsius wuchs in Leipzig auf und erhielt eine musische Ausbildung, unter anderem durch den Leipziger Komponisten Richard Müller. 1856 lernte sie achtzehnjährig bei einem Konzert Franz Liszt kennen, zu dessen engem Freundeskreis sie fortan zählte und dessen Schaffen sie literarisch begleitete. Im ausgehenden 19. und frühen 20. Jahrhundert spielte sie eine bedeutende Rolle in der deutschen Musikszene, vor allem am großherzoglich Weimarischen Hof sowie im Kreis um Richard Wagner in Bayreuth. Mit Liszts Gefährtin, der Fürstin Carolyne zu Sayn-Wittgenstein, stand sie in enger Verbindung. Zu ihrem achtzigsten Geburtstag 1917 wurde ihr der Professorentitel verliehen.

## Werk
Neben einigen Reiseschilderungen veröffentlichte sie als Musikschriftstellerin unter dem Pseudonym La Mara zahlreiche Monografien über alte und zeitgenössische Komponisten, erstmals in Westermanns Monatsheften 1867. Ihre bündigen, nuancenreichen und auf gründliche Quellenkenntnis gestützten Porträts, die jeweils zuerst in der Reihe Musikalische Studienköpfe im Verlag Breitkopf & Härtel erschienen, wurden seinerzeit oft aufgelegt und vermitteln neben dem historischen Inhalt ein authentisches Bild der Gesellschaft ihrer Epoche. Der fünfte Band dieser Reihe („Die Frauen im Tonleben der Gegenwart“ 1882) ist das erste Buch, das ausschließlich Musikerinnen porträtiert. Ihre heutige Bedeutung rührt vor allem daher, dass die Autorin viele der von ihr Porträtierten persönlich kannte und sie umfangreiches Quellenmaterial sammelte und auswertete. Hierzu „entwickelte sie eine neue Methode der systematischen Forschung mithilfe von Fragebögen, Interviews und Briefen, die erst im 20. Jahrhundert verbreitet angewandt und normativ wurde.“
Marie Lipsius war die erste Musikwissenschaftlerin, die systematische Forschungen betrieb, um Beethovens mysteriöse „Unsterbliche Geliebte“ zu identifizieren: 1909 veröffentlichte sie Therese Brunsviks Memoiren und deutete die darin enthaltene Schwärmerei für den Komponisten als eine heimliche Liebe. Sie korrigierte diese Auffassung jedoch nach dem Ersten Weltkrieg, als sie Briefe und andere Dokumente in dem Nachlass der Brunsviks fand, die auf Thereses Schwester Josephine Brunsvik deuteten.
Marie Lipsius trat auch als Herausgeberin der Korrespondenz von Franz Liszt hervor. 1917 erschien ihre Autobiografie.

## Veröffentlichungen

### Als Autorin
- Musikalische Studienköpfe, 5 Bde., Breitkopf & Härtel, Leipzig 1868–1882:
  - Band 1: Romantiker
  - Band 2: Ausländische Meister
  - Band 3: Musikalische Studienköpfe aus der Jüngstvergangenheit und Gegenwart
  - Band 4: Classiker
  - Band 5: Die Frauen im Tonleben der Gegenwart. Breitkopf & Härtel, Leipzig 1882 (1. und 2. Aufl. 1882, 3. Aufl. 1902 mit neuen Einträgen).
- Das Bühnenfestspiel in Bayreuth. Schmidt & Günther, Leipzig 1877. (Digitalisat)
- Classisches und Romantisches aus der Tonwelt. Leipzig 1892. (Digitalisat)
- Beethovens unsterbliche Geliebte. Das Geheimnis der Gräfin Brunswik und ihre Memoiren. Leipzig 1909.
- Liszt und die Frauen. Breitkopf & Härtel, Leipzig 1911. (Digitalisat)
- Durch Musik und Leben im Dienste des Ideals (Autobiografie). Breitkopf & Haertel, Leipzig, 1917. (Digitalisat)
- Beethoven und die Brunsviks. Nach Familienpapieren aus Therese Brunsviks Nachlass. Siegel, Leipzig 1920. (Digitalisat)
- An der Schwelle des Jenseits. Letzte Erinnerungen an die Fürstin Carolyne Sayn-Wittgenstein, die Freundin Liszts. Breitkopf & Härtel, Leipzig 1925.

### Als Herausgeberin
- Franz Liszt:
  - Franz Liszt’s Briefe, 8 Bde., Leipzig 1893–1905.
  - Correspondance entre Franz Liszt et Hans von Bülow, Leipzig 1899. (französisch)
  - Correspondance entre Franz Liszt et Charles Alexandre (Grand-Duc de Saxe), Leipzig 1909. (frz.)
  - Franz Liszts Briefe an seine Mutter. Aus dem Frz., Leipzig 1918.
- Briefe an August Röckel von Richard Wagner, Leipzig 1894.
- Musikerbriefe aus fünf Jahrhunderten, 2 Bände, Leipzig 1896.
- Aus der Glanzzeit der Weimarer Altenburg. Bilder und Briefe aus dem Leben dem Fürstin Carolyne Sayn-Wittgenstein, Leipzig 1906.